# Tu amor o tu desprecio
Tu amor o tu desprecio es el título del quinto álbum de estudio en solitario grabado por el cantautor mexicano Marco Antonio Solís, Fue lanzado al mercado por la empresa discográfica Fonovisa Records el 13 de mayo de 2003. Este álbum se convirtió en su tercer éxito número uno como solista en el Billboard Top Latin Albums, ganó un Latin Grammy a la mejor canción regional mexicana y ganó el álbum del año en los Premio Lo Nuestro 2004. Más que tu amigo sirvió como tema de apertura de la telenovela mexicana de la cadena Televisa Velo de novia (2003), bajo la producción de Juan Osorio, fue protagonizada por Susana González y Eduardo Santamarina.

## Lista de canciones
- Todas las canciones escritas y compuestas por Marco Antonio Solís, excepto donde se indique.

| Tu amor o tu desprecio |                             |                     |          |  |
| N.º                    | Título                      | Escritor(es)        | Duración |  |
| 1.                     | «Tu amor o tu desprecio»    | Marco Antonio Solís | 3:14     |  |
| 2.                     | «Con la vida comprada»      | Marco Antonio Solís | 3:36     |  |
| 3.                     | «El milagrito»              | Marco Antonio Solís | 3:34     |  |
| 4.                     | «Qué te quieran más que yo» | Marco Antonio Solís | 4:19     |  |
| 5.                     | «El diablillo»              | Marco Antonio Solís | 3:45     |  |
| 6.                     | «Ni allá donde te fuiste»   | Marco Antonio Solís | 2:21     |  |
| 7.                     | «Más que tu amigo»          | Marco Antonio Solís | 3:29     |  |
| 8.                     | «Te me vas»                 | Marco Antonio Solís | 3:50     |  |
| 9.                     | «Prefiero partir»           | Marco Antonio Solís | 3:32     |  |
| 10.                    | «Las noches las hago días»  | Rafael Rosales      | 2:53     |  |

## Créditos y personal
Información proveniente de Allmusic .
- Homero Patrón: Piano, arreglista, productor, dirección y sintetizador
- Marco Antonio Solís: Dirección, asistente de arreglos y realización
- David Appelt: Mezcla
- Carlos Castro: Ingeniero asistente, mezcla
- Marco Gamboa: Edición, secuenciación digital y copista
- Ron McMaster: Masterización
- Víctor Aguilar: Batería
- José Guadalupe Alfaro: Vihuela
- Luis Conte: Percusión latina
- Pedro Íñiguez: Acordeón
- Abraham Laboriel: Bajo eléctrico
- Jorge Moraga: Cuerdas y coordinador de cuerdas
- Ramón Stagnaro: Guitarra y requinto
- David Corpus: voz
- Ismael Gallegos: Voz
- Bolero Soul: Voz
- Arturo Gutiérrez: Voz
- José Luis Gutiérrez: Voz

## Rendimiento en listas
| Listas (2003)                          | Máxima posición |
| -------------------------------------- | --------------- |
| U.S. Billboard Top Latin Albums        | 1               |
| U.S. Billboard Latin Pop Albums        | 1               |
| U.S. Billboard Regional/Mexican Albums | 1               |
| U.S. Billboard 200                     | 54              |

### Sucesión y posicionamiento
| Predecesor: 20 inolvidables de Los Bukis y Los Temerarios | U.S. Billboard Top Latin Albums — Álbum N°. 1 31 de mayo de 2003 - 6 de junio de 2003 | Sucesor: Almas del silencio de Ricky Martin |

| Predecesor: Señor bolero 2 de José Feliciano | U.S. Billboard Latin Pop Albums — Álbum N°. 1 31 de mayo de 2003 - 6 de junio de 2003 | Sucesor: Almas del silencio de Ricky Martin |

| Predecesor: 20 inolvidables de Los Bukis y Los Temerarios | U.S. Billboard Regional/Mexican Albums — Álbum N°. 1 31 de mayo de 2003 - 18 de julio de 2003 | Sucesor: Herencia musical: 20 corridos inolvidables de Los Tigres del Norte |